# Aldila Sutjiadi
Aldila Sutjiadi (* 2. Mai 1995 in Jakarta) ist eine indonesische Tennisspielerin.

## Karriere
Sutjiadi, die am liebsten auf Hartplätzen spielt, begann im Alter von fünf Jahren mit dem Tennis. In ihrer Profilaufbahn gewann sie bisher 1 Einzel- und 16 Doppeltitel auf dem ITF Women’s Circuit.
Am 25. August 2018 gewann sie bei den Asienspielen die Goldmedaille im Mixed.
Seit 2013 spielt sie für die indonesische Fed-Cup-Mannschaft. Von ihren bisher 34 Partien konnte sie 21 gewinnen.

## Turniersiege

### Einzel
| Nr. | Datum         | Turnier | Kategorie   | Belag     | Finalgegnerin | Ergebnis |
| --- | ------------- | ------- | ----------- | --------- | ------------- | -------- |
| 1.  | 14. Juni 2018 | Solo    | ITF $15.000 | Hartplatz | Du Zhima      | 6:2, 6:0 |

### Doppel
| Nr. | Datum             | Turnier        | Kategorie      | Belag              | Partnerin           | Finalgegnerinnen                       | Ergebnis           |
| --- | ----------------- | -------------- | -------------- | ------------------ | ------------------- | -------------------------------------- | ------------------ |
| 1.  | 14. Juni 2014     | Solo           | ITF $10.000    | Hartplatz          | Nadia Ravita        | Beatrice Gumulya Jessy Rompies         | 6:2, 7:63          |
| 2.  | 21. Juli 2018     | Jakarta        | ITF $15.000    | Hartplatz          | Arianne Hartono     | Mana Ayukawa Zeel Desai                | 6:1, 6:2           |
| 3.  | 17. November 2018 | Muzaffarnagar  | ITF $25.000    | Rasen              | Wang Danni          | Kyōka Okamura Michika Ozeki            | 7:6, 7:5           |
| 4.  | 8. Dezember 2018  | Hua Hin        | ITF $15.000    | Hartplatz          | Nadia Ravita        | Joanna Garland Mananchaya Sawangkaew   | 6:2, 6:4           |
| 5.  | 26. Januar 2019   | Singapur       | ITF W25        | Hartplatz          | Paige Mary Hourigan | Eudice Chong Zhang Ling                |                    |
| 6.  | 13. April 2019    | Hongkong       | ITF W25        | Hartplatz (Halle)1 | Paige Mary Hourigan | Maddison Inglis Kayla McPhee           | 6:3, 6:1           |
| 7.  | 25. Mai 2019      | Singapur       | ITF W25        | Hartplatz          | Paige Mary Hourigan | Emily Appleton Catherine Harrison      | 6:1, 7:65          |
| 8.  | 27. Juli 2019     | Nonthaburi     | ITF W25        | Hartplatz          | Eudice Chong        | Akiko Omae Peangtarn Plipuech          | 7:6, 6:4           |
| 9.  | 3. August 2019    | Nonthaburi     | ITF W25        | Hartplatz          | Eudice Chong        | Erika Sema Wu Meixu                    | 6:2, 6:1           |
| 10. | 13. Oktober 2019  | Makinohara     | ITF W25        | Teppich            | Eudice Chong        | Erina Hayashi Momoko Kobori            | 6:75, 7:65, [10:4] |
| 11. | 19. Oktober 2019  | Hamamatsu      | ITF W25        | Teppich            | Eudice Chong        | Sakura Hondo Ramu Ueda                 | 6:3, 6:4           |
| 12. | 16. Mai 2021      | Bonita Springs | ITF W100       | Sand               | Erin Routliffe      | Eri Hozumi Miyu Katō                   | 6:3, 4:6, [10:6]   |
| 13. | 26. Juni 2021     | Charleston     | ITF W60        | Sand               | Fanny Stollár       | Rasheeda McAdoo Peyton Stearns         | 6:0, 6:4           |
| 14. | 9. April 2022     | Bogotá         | WTA 250        | Sand               | Astra Sharma        | Emina Bektas Tara Moore                | 4:6, 6:4, [11:9]   |
| 15. | 30. April 2022    | Charleston     | ITF W100       | Sand               | Katarzyna Kawa      | Sophie Chang Angela Kulikov            | 6:1, 6:4           |
| 16. | 6. August 2022    | Lexington      | ITF W60        | Hartplatz          | Kateryna Wolodko    | Jada Hart Dalayna Hewitt               | 7:5, 6:3           |
| 17. | 29. Oktober 2022  | Tampico        | WTA Challenger | Hartplatz          | Tereza Mihalíková   | Ashlyn Krueger Elizabeth Mandlik       | 7:5, 6:2           |
| 18. | 15. November 2022 | Colina         | WTA Challenger | Sand               | Jana Sisikowa       | Mayar Sherif Tamara Zidanšek           | 6:1, 3:6, [10:7]   |
| 19. | 8. Januar 2023    | Auckland       | WTA 250        | Hartplatz          | Miyu Katō           | Leylah Fernandez Bethanie Mattek-Sands | 1:6, 7:5, [10:4]   |
| 20. | 5. März 2023      | Austin         | WTA 250        | Hartplatz          | Erin Routliffe      | Nicole Melichar-Martinez Ellen Perez   | 6:4, 3:6, [10:8]   |
| 21. | 26. August 2023   | Cleveland      | WTA 250        | Hartplatz          | Miyu Katō           | Nicole Melichar-Martinez Ellen Perez   | 6:4, 6:74, [10:8]  |
| 22. | 4. Februar 2024   | Hua Hin        | WTA 250        | Hartplatz          | Miyu Katō           | Guo Hanyu Jiang Xinyu                  | 6:4, 1:6, [10:7]   |
| 23. | 18. Mai 2024      | Paris          | WTA Challenger | Sand               | Asia Muhammad       | Monica Niculescu Zhu Lin               | 7:63, 4:6, [11:9]  |
| 24. | 12. April 2025    | Saragossa      | ITF W100       | Sand               | Olivia Gadecki      | Aliona Bolsova Ángela Fita Boluda      | 6:4, 6:3           |
| 25. | 2. Mai 2025       | Vic            | WTA Challenger | Sand               | Bianca Andreescu    | Leylah Fernandez Lulu Sun              | 6:2, 6:4           |

1Das Turnier ist normalerweise eine Freiluftveranstaltung; wegen anhaltenden Regens musste das Doppel aber in der Halle gespielt werden.

## Abschneiden bei Grand-Slam-Turnieren

### Doppel
| Turnier         | 2022 | 2023 | 2024 | 2025 | Karriere |
| --------------- | ---- | ---- | ---- | ---- | -------- |
| Australian Open | 1    | AF   | 1    | —    | AF       |
| French Open     | 2    | AF   | 2    | 1    | AF       |
| Wimbledon       | 1    | AF   | AF   | 2    | AF       |
| US Open         | 2    | AF   | 2    |      | AF       |

Zeichenerklärung: S = Turniersieg; F, HF, VF, AF = Einzug ins Finale / Halbfinale / Viertelfinale / Achtelfinale; 1, 2, 3 = Ausscheiden in der 1. / 2. / 3. Hauptrunde; Q1, Q2, Q3 = Ausscheiden in der 1. / 2. / 3. Qualifikationsrunde; nicht ausgetragen